# Camilo Vargas
Camilo Andrés Vargas Gil (Bogotá, 1989. március 9. –) kolumbiai válogatott labdarúgó, a Club Atlas játékosa.

## Fordítás
Ez a szócikk részben vagy egészben  a   Camilo Vargas című angol Wikipédia-szócikk fordításán alapul.  Az eredeti cikk szerkesztőit annak laptörténete sorolja fel. Ez a jelzés csupán a megfogalmazás eredetét és a szerzői jogokat jelzi, nem szolgál a cikkben szereplő információk forrásmegjelöléseként.